# Fukazawa Shichirō

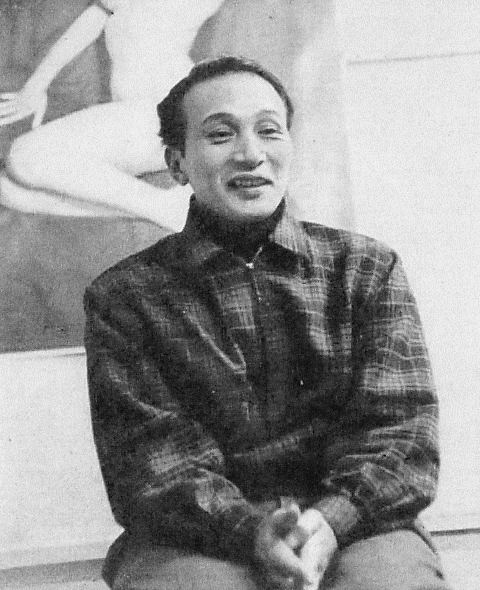
Fukazawa Shichirō

Fukazawa Shichirō (japanisch 深沢 七郎; * 29. Januar 1914 in Isawa, Präfektur Yamanashi; † 18. August 1987) war ein japanischer Schriftsteller und Musiker.

## Leben und Wirken
Fukazawa Shichirō ging 1931 nach Tokio, um Apotheker zu werden. Er erhielt Unterricht in klassischer Gitarre von Shun Ogura und trat in das Nichigeki-Orchester ein. 1942 kehrte er in seine Heimatstadt zurück und begann Kurzgeschichten zu schreiben. 1946 schloss er sich der Gruppe „Zirkel neuer literarischer Talente“ (新人作家昇段, Shinjin sakka shōdan) an und studierte bei dessen Leiter Maruo Chōken.
In den nächsten Jahren betätigte sich Fukazawa erneut als Musiker. Seinen Durchbruch als Literat schaffte er 1956 mit seiner ersten Erzählung 楢山節考 (Narayama bushi kō, wörtlich: „Gedanken zu den Narayama-Liedern“), die ihm im selben Jahr den Chūōkōron-Nachwuchspreis einbrachte. Die Erzählung wurde als Die Ballade von Narayama von Shōhei Imamura 1983 verfilmt und bei den Filmfestspielen von Cannes mit der Goldenen Palme prämiert. Der zugrunde liegende Stoff handelt von der Praxis und urbanen Legende Ubasute, wonach in Japan im 19. Jahrhundert Menschen im Alter von 70 Jahren auf einen Berg gebracht wurden, wo sie sich selbst überlassen und zum Sterben zurückgelassen werden.  
Nach der Veröffentlichung der satirischen Erzählung „Eine Traumerzählung“(風流夢譚, Furyū mutan), die für Aufregung und Empörung beim kaiserlichen Hofamt sorgte und in nationalistischen Kreisen zum Shimanaka-Zwischenfall führte, musste er Tokio 1961 unter Polizeischutz verlassen.
Fukuzawa  betrieb in den 1960er Jahren eine Farm, später ein Straßengeschäft in Tokio. 1971 war er mit seiner Sammlung „Volksbiografien“ (庶民列伝, Shomin retsuden) ein Kandidat für den Nihon Bungaku Taishō (Großen Preis für japanische Literatur). Ab Mitte der 1970er Jahre zog er sich von der Öffentlichkeit zurück. Den Kawabata-Yasunari-Literaturpreis lehnte er 1980 ab. 1981 wurde er mit dem Tanizaki-Jun’ichirō-Preis für  „Puppen aus Nordjapan“  (みちのくの人形たち, Michinoku no ningyōtachi) ausgezeichnet.

## Werke in deutscher Übersetzung
- Schwierigkeiten beim Verständnis der Narayama-Lieder. Originaltitel: Narayama bushi kō, aus dem Französischen übersetzt von Klaudia Rheinhold, Rowohlt Verlag, Reinbek bei Hamburg 1964
- Die Narayama-Lieder. Originaltitel: Narayama bushi kō, aus dem Japanischen übersetzt von Thomas Eggenberg, Unionsverlag, Zürich 2021